# Cervezas Alhambra
Cervezas Alhambra is een Spaanse bierbrouwerij in de stad Granada. Het belangrijkste bier van de brouwerij is het gelijknamige Alhambra. Sinds 2007 is de brouwerij eigendom van de Grupo Mahou-San Miguel, de grootste brouwer van het land.

## Geschiedenis
De Alhambra-brouwerij is opgericht in 1925 in de wijk Sant Isidro in Granada door Carlos Bouvard, eigenaar van de mouterij La Moravia in Barcelona, en Antonio Knörr, uit een familie met een lange biertraditie. Tot 1954 zou dit een kleine brouwerij blijven met slechts 20 werknemers, een dochteronderneming van de mouterij in Barcelona. In dat jaar neemt de brouwer Damm een meerderheidsbelang in het bedrijf en begint de fabriek in Granada aan een gestage groei, gestimuleerd door de nieuwe eigenaar en onder invloed van de economische groei na de openstelling van de Spaanse markt door Franco.
In 1979 reorganiseert Damm S.A. zich, stoot Cervezas Alhambra af, en krijgt Cruzcampo een minderheidsaandeel in het bedrijf. Er werken dan ongeveer 400 mensen in de Alhambra-brouwerij. Pas in 1995 zou het bedrijf weer een grote impuls krijgen, door de inzet van de werknemers en de inwoners van de stad Granada. De verkoop groeit dat jaar met 27% in een Spaanse biermarkt die 3% krimpt. In 1998 brengt de brouwer Alhambra Reserva 1925 op de markt, een speciaalbier dat hoge ogen gooit bij bierliefhebbers. Dit bier wordt verkocht in een etiketloze fles, een replica van de flessen waarin Alhambra ooit het eerste bier in uitbracht. In 1999 wordt Cervezas Alhambra, mede door de aankoop van de Cordobaanse brouwer van onder andere het bier Mezquita, de grootste brouwer van Andalusië. Daarnaast heeft het bedrijf een belangrijk marktaandeel in de Levante. 
Met de aankoop van het bronwater Aguas Sierras de Jaén in 2001, breidt het bedrijf zijn activiteiten uit naar andere markten. In 2003 wordt er bovendien een eigen distributiebedrijf geopend.
In 2006 wordt het bedrijf opgekocht door de Grupo Mahou-San Miguel, het grootste bierbedrijf van Spanje, waar het vandaag de dag nog deel van uitmaakt. 

## Merken

### Bier
- Alhambra Reserva 1925
- Mezquita
- Alhambra Especial
- Alhambra Negra
- Alhambra Premium Lager
- Alhambra Sin (alcoholvrij)
- Shandy de Alhambra

### Overig
- Aguas Sierras de Jaén